# Ernesto Júlio de Carvalho e Vasconcelos
Ernesto Júlio de Carvalho e Vasconcelos (Almeirim, 17 de setembre de 1852-Lisboa, 15 de novembre de 1930), més conegut com a Ernesto de Vasconcelos, va ser un militar de l'armada portuguesa. Hi va assolir la posició de vicealmirall, enginyer hidrògraf, explorador i geògraf portuguès. Va ser president i secretari perpetu de la Societat de Geografia de Lisboa i escriure moltes obres de temàtica colonial i sobre les descobertes portugueses. Ernesto Júlio de Carvalho e Vasconcelos va nàixer en una família benestant. Era fill d'António Germano Falcão de Carvalho, metge i cirurgià de la població, i de Maria Amélia Lobo de Vasconcelos.

## Obres
- Astronomia Fotográfica (1884 i 1886)
- Uniformidade Internacional de Bóias e Balizas Marítimas (1887)
- Relação dos Mapas, Cartas, Plantas e Vistas Pertencentes ao Ministério da Marinha e Ultramar, com Algumas Notas e Notícias (1892)
- Subsídios para a História da Cartografia Portuguesa nos sécs. XVI, XVII e XVIII (1916)